# Syllogismus practicus
Der Syllogismus practicus, der Schluss von der Lebenspraxis auf den Stand der Erwählung, ist eine Besonderheit der altreformierten Theologie.
Ausgehend von Bibelstellen wie 1 Joh 2,3 , 1 Joh 2,5 , 1 Joh 3,14  und 1 Joh 5,2  wurde etwa folgendermaßen geschlussfolgert:
- Obersatz: Nach der Bibel haben nur die Gläubigen das Zeugnis des Heiligen Geistes, dass ihr Leben Früchte der Heiligung und der guten Werke hervorbringt.
- Untersatz: Ich kann nicht leugnen, dass mir durch Gottes Gnade vom Heiligen Geist bezeugt wird, dass ich Früchte der Heiligung und der guten Werke aufweise.
- Schluss: Ich gehöre zu den Gläubigen.

Voraussetzung war die Lehre von der doppelten Prädestination: Gott habe in seiner Souveränität und Allmacht das Geschick jedes einzelnen Menschen beschlossen und einige zum ewigen Heil, einige zur Verwerfung bestimmt. Jean Calvin riet dazu, im eigenen Glauben ein Zeichen des Erwähltseins zu erkennen. Er verwarf aber den Syllogismus practicus. Théodore de Bèze dagegen stellte den Zusammenhang zwischen Erwählung und guten Werken ganz selbstverständlich fest: „Der Ratschluss Gottes wird aus seinen Wirkungen erkannt.“
Der Heidelberger Katechismus erläutert zu Frage 86, warum der Christ gute Werke tue: Aus Dankbarkeit gegen Gottes Wohltaten und „dass wir bei uns selbst unseres Glaubens aus seinen Früchten gewiss seien“. Auch John Knox meinte, dass es objektiv feststellbare Merkmale gebe, an denen sich der Gläubige seiner Erwählung vergewissern könnte.
Das Bekenntnis von Westminster enthält in Artikel 16.2 den Syllogismus practicus: Gute Werke seien Früchte und Evidenz eines lebendigen Glaubens. Durch gute Werke stärkten die Gläubigen ihre Gewissheit.
Die Synode von Dordrecht listete 1618/19 die „unfehlbaren Früchte der Erwählung“: den Glauben an Christus, die Gottesfurcht, das Bereuen der Sünden, den Hunger nach Gerechtigkeit. Gute Werke werden in diesem Zusammenhang nicht genannt. Das zeige, so Hendrikus Berkhof, wie sich im 17. Jahrhundert das religiöse Interesse vom Syllogismus practicus zum Syllogismus mysticus verlagert habe: nicht mehr objektiv feststellbare gute Taten verbürgten die Erwählung, sondern innerliche Glaubenserfahrungen. Damit habe Dordrecht eine von pietistischer Selbstbeobachtung geprägte Zeit eingeläutet, was Berkhof kritisch sieht.
Max Weber vertrat die These, dass die altreformierte Prädestinationslehre im Puritanismus eine große Dynamik im Blick auf die persönliche Lebensführung entwickelt habe. Sie habe zu ständiger Selbstkontrolle und innerweltlicher Askese angeleitet. Wünschenswert seien Arbeitsamkeit, Genussverzicht, Verpflichtung durch Besitz gewesen, nicht religiös konnotierte Kulturgüter seien abgewertet worden. Die Folge: „Kapitalbildung durch asketischen Sparzwang.“ Matthias Zeindler bestreitet, dass die englischen Puritaner von Prädestinationsangst umgetrieben wurden, wie Weber postulierte. In Tagebüchern und Autobiographien zeige sich zwar ständige Selbstbeobachtung und Selbstkontrolle, aber Gott erscheine darin als eine „nahe, fast schon kalkulierbare Vaterfigur“, deren Wohlwollen man sich recht sicher gewesen sei.